# (2028) Janequeo
(2028) Janequeo es un asteroide que forma parte del cinturón de asteroides y fue descubierto por Carlos Torres y S. Cofré desde la estación de Cerro El Roble, Chile, el 18 de julio de 1968.

## Designación y nombre
Janequeo fue designado inicialmente como 1968 OB1.
Más adelante se nombró en honor de la lideresa araucana Lonco Janequeo.

## Características orbitales
Janequeo está situado a una distancia media de 2,296 ua del Sol, pudiendo acercarse hasta 2,036 ua y alejarse hasta 2,556 ua. Su excentricidad es 0,1134 y la inclinación orbital 7,956°. Emplea en completar una órbita alrededor del Sol 1271 días.